# Michael Grzimek

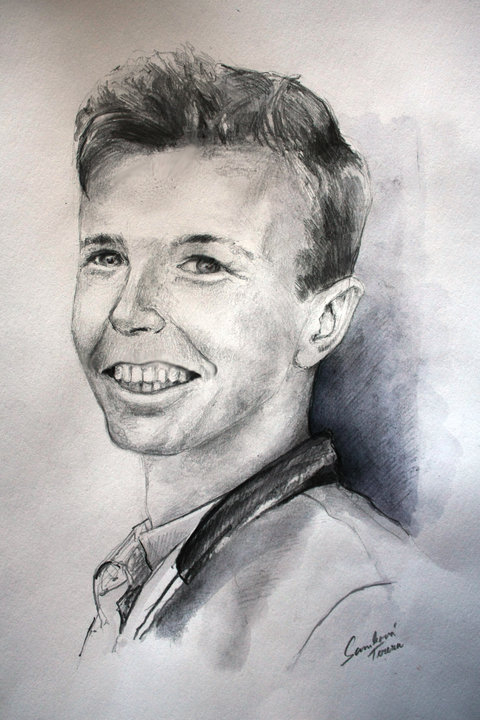
Michael Grzimek, Porträtzeichnung von Tereza Samková (2010)

Michael Grzimek [ˈgʒɪmɛk] (Michael Christian Maria Bernhard Grzimek; * 12. April 1934 in Berlin; † 10. Januar 1959 in der Salei-Ebene, Serengeti in Tanganjika, heute Tansania) war ein deutscher Tierfilmer. Er studierte Zoologie und Naturwissenschaften.

## Leben und Wirken

### Familie
Michael Grzimek war der zweite Sohn des Tierarztes, Verhaltensforschers und damaligen Landwirtschaftsreferenten Bernhard Grzimek aus Neisse in Oberschlesien und dessen Ehefrau Hildegard Prüfer aus Kattowitz.
Er heiratete am 26. Mai 1955 Erika Schoof (* 31. Juli 1932; † 9. Februar 2020) und hatte mit ihr die beiden Söhne Stephan Michael (* 1956) und Christian Bernhard (* 1959). Letzterer wurde erst nach dem Tod seines Vaters geboren und führte, zunächst gemeinsam mit seiner Mutter, das von seinem Vater gegründete Bildarchiv Okapia KG.
Michaels Vater Bernhard trennte sich 1973 von seiner ersten Ehefrau Hildegard; die Ehe wurde 1977 geschieden. Er heiratete 1978 die Witwe seines Sohnes Michael und adoptierte deren beide Söhne (und seine Enkel) Stephan Michael und Christian Bernhard.

### Werdegang
Schon als kleiner Junge half Michael seinem Vater bei Versuchen mit Wölfen und Hunden. Die letzten Kriegsjahre des Zweiten Weltkrieges lebte er mit der Mutter und seinem älteren Bruder Rochus in einem alten Bauernhaus im Allgäu, das sein Vater in den 1930er-Jahren gekauft hatte.
Bereits im Alter von 16 Jahren begleitete Michael Grzimek 1951 seinen Vater, der seit 1945 Direktor des Frankfurter Zoos war, an die Elfenbeinküste. Nach dem Erfolg des Buches Kein Platz für wilde Tiere, das die Eindrücke der Kongo-Expedition 1954 schildert, überredete Michael seinen Vater, das Buch in Farbe zu verfilmen. Für den gleichnamigen Film mussten die Grzimeks mit über 100.000 DM in Haftung gehen. Unerwartet gewann Kein Platz für wilde Tiere bei den Internationalen Filmfestspielen Berlin 1956 zwei Goldene Bären, wurde in 63 Ländern (u. a. im Ostblock, in der Volksrepublik China und in Japan) gezeigt und brachte hohe Einnahmen ein. Michael bot den Teil des Filmerlöses, der auf seinen Vater und ihn fiel, der  britischen Kolonialverwaltung  Tanganjikas an, um Land anzukaufen und es den Schutzreservaten einzugliedern. Doch Peter Molley, Direktor der  Nationalparks in Tanganjika, schlug vor, eine Bestandsaufnahme der wandernden Tiere durchzuführen, um die Grenzen des  Serengeti-Nationalparks neu zu bestimmen.
Durch umfangreiche Untersuchungen über die jährlichen Tierwanderungen der letzten großen Savannen-Tierherden Afrikas, die zugleich Vorbereitung auf Michael Grzimeks Doktorarbeit waren, konnten erstmals die Wanderrouten nachvollzogen werden. Auch die Zahl der in der Serengeti lebenden Großtiere wurde mit einem neu entwickelten Zählungsverfahren aus der Luft bestimmt: 367.000 – nur ein Drittel der ursprünglich angenommenen Zahl.

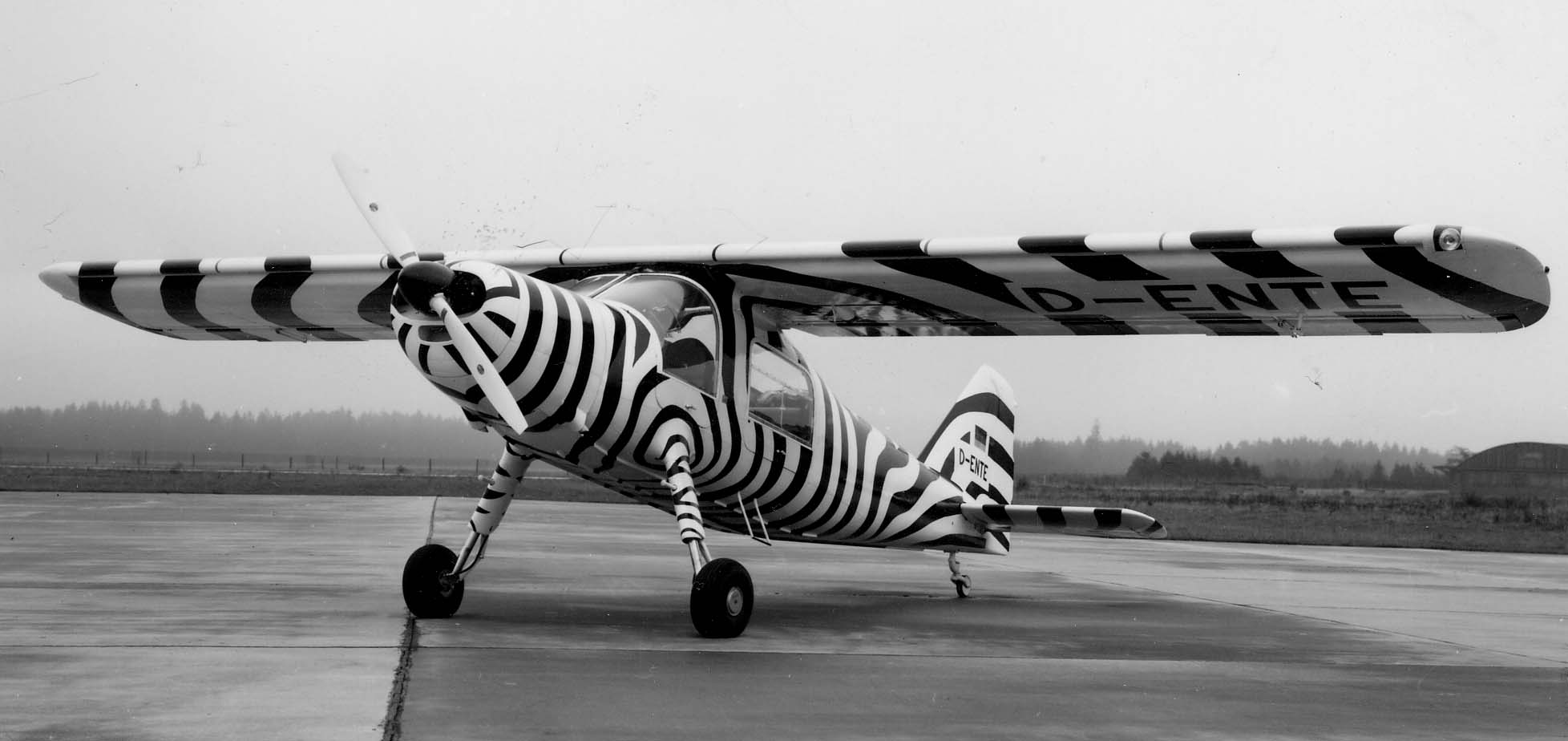
Die Dornier Do 27, mit der Michael Grzimek verunglückte

Für die Forschungsarbeiten in der Serengeti lernten Michael und Bernhard Grzimek 1957 das Fliegen und kauften eine speziell ausgerüstete Dornier Do 27, die mit auffallenden Zebrastreifen lackiert wurde und das Kennzeichen D-ENTE erhielt.

### Tod und Nachleben
Am 10. Januar 1959 kollidierte Michael Grzimek in seiner Dornier Do 27 mit einem Geier. Durch die Beschädigung einer Tragfläche verlor Grzimek die Kontrolle über sein Flugzeug, stürzte ab und kam dabei ums Leben. Noch am gleichen Tag wurde er am Rande des Ngorongoro-Kraters begraben; später stiftete die Regierung Tansanias eine Steinpyramide als Denkmal über seinem Grab.
Michael Grzimeks Forschungsarbeiten zu den Tierwanderungen in der Serengeti, die zum Zeitpunkt des Absturzes fast abgeschlossen waren, wurden von Bernhard Grzimek posthum zusammengefasst und veröffentlicht. Sie bewirkten die Vergrößerung des Serengeti-Nationalparks. Zudem schloss Vater Bernhard die Arbeiten an dem Film Serengeti darf nicht sterben ab, der die Menschen in Europa und Amerika wachrütteln sollte. Der Film wurde zum Welterfolg: er gewann 1960 als erster deutscher Film einen Oscar. Zurück in Deutschland vollendete Vater Bernhard Grzimek außerdem das Buch Serengeti darf nicht sterben auf Grundlage eines schon während der Arbeiten in Afrika von Michael begonnenen Manuskripts über die Arbeiten und Forschungen in der Serengeti. Es wurde in 23 Sprachen übersetzt und erreichte Millionenauflagen.
Nach dem Tod des Vaters in Frankfurt am Main im Jahr 1987 wurde dessen Urne nach Tansania überführt und neben seinem Sohn Michael am Ngorongoro-Krater beigesetzt.
Zu Ehren Michael Grzimeks wurden Schulen in Frankfurt am Main, Berlin und Nairobi benannt.

## Ehrungen

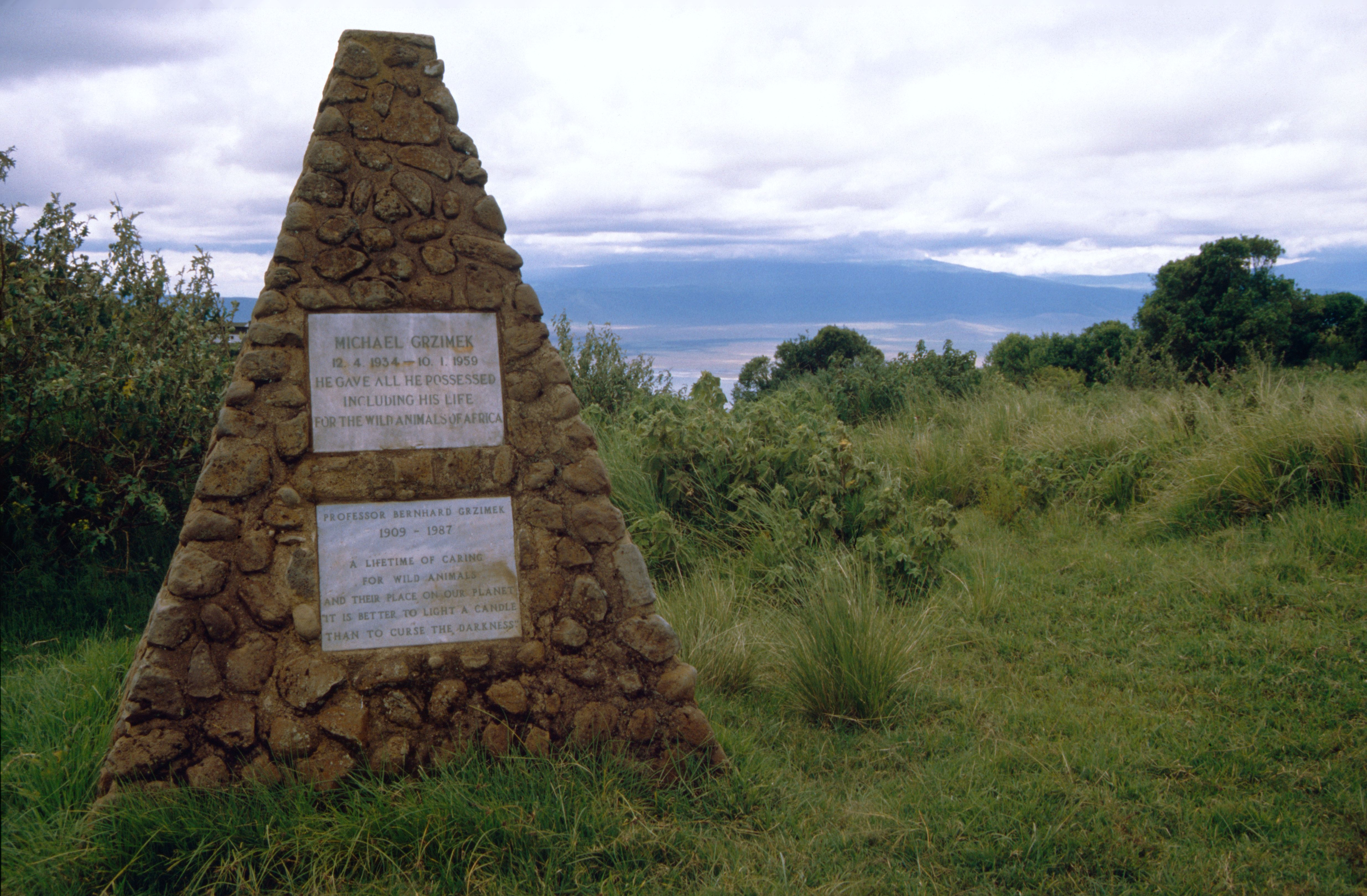
Grab von Michael Grzimek und Bernhard Grzimek, am Ngorongoro

- Michael-Grzimek-Schule (Grundschule in Frankfurt am Main)
- Michael-Grzimek-Grundschule (Grundschule in Berlin)
- Michael Grzimek Memorial Laboratory (Hauptgebäude des Serengeti Research Institute)
- Michael-Grzimek-Schule (Deutsche Schule Nairobi; deutsche Auslandsschule)[2]
- Am Rande des Ngorongoro-Kraters errichtete die Regierung Tansanias eine Steinpyramide über dem Grab Michael Grzimeks, mit der Inschrift:

HE GAVE ALL HE POSSESSED
INCLUDING HIS LIFE
FOR THE WILD ANIMALS OF AFRICA
„Er gab alles, was er hatte, sogar sein Leben, für die wilden Tiere Afrikas“
Die gleiche Inschrift trägt ein neun Tonnen schweres Denkmal aus Stahl, das sich seit 2004 im Miami Woods Park in der Stadt Cincinnati in Ohio befindet, nachdem es ursprünglich im Oktober 1969 im Cincinnati Zoo in seinem Gedenken errichtet wurde.

## Filme
- Kein Platz für wilde Tiere (1956)
- Serengeti darf nicht sterben (Nach seinem Tod von Bernhard Grzimek fertiggestellt) (1959)

## Bücher
- Serengeti darf nicht sterben (Nach seinem Tod von Bernhard Grzimek fertiggestellt) (1959)